# Wojciech Słowakiewicz
Wojciech Słowakiewicz (ur. 14 stycznia 1974) – polski hokeista.

## Kariera
- Podhale Nowy Targ (1990-1994)
- GKS Katowice (1994-1995)
- Naprzód Janów (1995-1996)
- Podhale Nowy Targ (1996-1998)
- Cracovia (1998-2000)[1]
- Podhale Nowy Targ (2000-2001)

Urodził się w sportowej rodzinie Słowakiewiczów jako syn Józefa, także hokeisty. Wychowanek Podhala Nowy Targ. W barwach reprezentacji Polski do lat 18 uczestniczył w turniejach mistrzostw Europy juniorów w 1991, 1992 (Grupa A). W barwach reprezentacji Polski do lat 20 uczestniczył w turnieju mistrzostw świata juniorów do lat 20 w 1993 (Grupa B). Uczestniczył w turnieju hokejowym na Zimowej Uniwersjadzie 2001 i był wówczas kapitanem kadry Polski. W 2001 zakończył karierę po 11 sezonach gry.
Ukończył studia na AWF i został nauczycielem wychowania fizycznego w szkolnictwie. Od 2001 do 2010 był nauczycielem w Zespołu Ekonomiczno-Administracyjnego Szkół Gminy Łapsze Niżne.
Został zawodnikiem TS Old Boys Podhale, w 2014 zdobył z drużyną złoty medal mistrzostw Polski oldbojów.

## Sukcesy
Klubowe
- Brązowy medal mistrzostw Polski: 1991, 1992 z Podhalem Nowy Targ, 1995 z GKS Katowice
- Złoty medal mistrzostw Polski: 1993, 1994, 1997 z Podhalem Nowy Targ